# Гулльберг, Яльмар
Я́льмар Гу́лльберг (швед. Hjalmar Gullberg, 30 мая 1898, Мальмё — 19 июля 1961, Хольмея, лен Мальмёхус) — шведский поэт, писатель, драматург, переводчик, один из наиболее известных шведских литераторов XX века.
В истории шведской литературы считается одним из первых модернистов, новатором поэтического языка, смело соединявшим высокую и разговорную стилистику. Философская и пейзажная лирика отличается особой музыкальностью, мягкой интонацией; часто использование библейской и античной образности. В то же время творчество Гулльберга не было чуждо гротеска, иронии, гражданских мотивов: так, во время второй мировой войны он протестовал против немецкой оккупации Дании.
Кроме того, Гулльберг — выдающийся переводчик мировой драматургии, ему принадлежат переводы древнегреческих трагиков, Шекспира, Кальдерона, Мольера, Мюссе, Лорки, а также лирики Габриелы Мистраль и других поэтов мира.
Покончил с собой, будучи неизлечимо больным.

## Жизнеописание

### Ранние годы
Яльмар был внебрачным ребёнком Хильды Юнссон. Воспитывали его приёмные родители — Эльса и Бенгт Гулльберги, жители Мальмё. Сначала семья жила на улице Хольмгатан, а в первых годах XX века переселилась в так называемый «Сотенный» дом № 100 на улице Сёдра Ферштадсгатан (швед. Södra Ferstadsgatan). Отец работал дворником в крепости на углу этой улицы и Мёллевонсгатан (швед. Möllevångsgatan). В семье царило согласие, родители старались дать Яльмару лучшее образование.
Сначала он ходил в школу Пильдамма (швед. Pildammsskolan), а потом учился в Латинской школе Мальме (швед. Malmö Latinskola), которую окончил в 1917 году. Яльмар был способным и прилежным гимназистом, учился очень хорошо, неизменно имел отличные оценки по латинскому, греческому и шведскому языкам.
Ещё в гимназические годы Яльмар подружился с Ингваром Андерссоном, который затем стал заведующим государственного архива. Эта дружба продолжалась всю жизнь. Они оба стали членами Шведской академии. В 1940-м Гулльберг занял кресло № 7 после Сельмы Лагерлёф, затем Андерссон стал академиком через десять лет, заняв место профессора Мартина Ламмашв..
Поступив в Лундский университет, Гулльберг изучал скандинавские языки и латынь. Отбыв воинскую повинность в Хальмстаде, вернулся к учёбе и начал изучать историю литературы. Его однокурсником был поэт Ула Гансоншв.. В круг близких знакомых Яльмара входили Ингвар Андерссон, Ивар Гарришв., Тристан Линдстрёмшв., Франс Бенгтссон, Бенгт Альмквистшв. и Карл Рагнар Гировшв.. Гулльберг участвовал в студенческой внеучебной жизни. Сотрудничал со студенческой газетой «Люндагод» (швед. Lundagård ), а в 1924-м стал её главным редактором. Также принимал участие в карнавалах. В 1920 он выступил в роли Вирапуллана, а 1924-го — в роли Гамлета.
Ещё в ученические годы он был скрипачом капеллы в Латинской школе. Впоследствии пробовал себя в качестве композитора, писал романсы на слова Фрёдинга, Карлфельдта и Левертина. Часть этих не опубликованных при жизни автора музыкальных произведений были изданы на компакт-диске в 1998 году как приложение к новой книге Андеша Пальма и Леннарта Муберга о писателе.

### Творческий путь
Первые опыты Гулльберга в поэзии датируются 1918 годом. В 1922-23 годах Гулльберг путешествовал по Германии и Франции. То было образовательное путешествие. Вернувшись домой, он пишет смелее и разнообразнее, в том числе и в стиле модернизма, хотя и старается соблюдать традиционную линию — не в последнюю очередь из-за того, что молодому поэту приходится иметь дело с музыкой, которая требует песенных ритмов. Об этом он очень точно выразился в своем стихотворении «Соловью в Мальмё»: «Я слышу музыку и ищу подходящее слово» (швед. Jag hör musik och letar efter orden). Вся его поэзия была очень мелодичной; своеобразным символом творчества поэта стали скрипка и смычок, изображённые на обложке его сборника стихов «Соната».
В 1927 году Гулльберг окончил университет и стал лиценциатом. В начале 1928 он, унаследовав имущество своих биологических родителей, приобрел дом № 11 на улице Вестергатан (швед. Västergatan) в Лунде и стал «самостоятельным образованным господином» (как впоследствии сам иронично назвал свой сборник трагикомических стихов). Финансово независимый, Яльмар мог теперь всё своё время отдавать на переводы классиков и поэтическое творчество. Сам он считал, что деньги дали ему свободу. Как упоминает Андеш Пальм, Яльмар как-то сказал, что ему приснился кошмар, будто он работает учителем шведского языка в Сундсвалле.
В творчестве Гулльберг уже в начале тридцатых получил признание критиков и читателей. Он сочетал в поэзии повседневное и часто ироничное с высокой традиционной тематикой — любовью, духовностью и свободой. Как переводчик стал известен благодаря произведениям древнегреческих драматургов, французских а также испаноязычных поэтов. В 1944-м за эти достижения он стал почётным доктором философии Лундского университета.
С 1936 по 1950 писатель руководил Радиотеатром, в 1949—1950 годах вёл передачи Шведского радио. С 1940 года и до смерти в 1961 году он был член Шведской академии (кресло № 7). В 1937—1961 годах принадлежал к членам литературной академии «Общество Девяти» (швед. Samfundet De Nio кресло № 3).
Гулльберг также писал статьи для энциклопедического издания «Svensk uppslagsbok».
Во время Второй мировой войны он стал одним из лидеров в так называемой «литературы готовности», много делал для популяризации драматических и поэтических произведений на радио. Был одним из авторов радиопрограммы «Стихотворение дня» (швед. Dagens dikt), хотя и не принадлежал к её основателям и часто сам выбирал, что стоит в ней декламировать. Например, считается, что он выбрал для декламации стихотворение Эсайяса Тегнера «Вечное» (швед. Det eviga) 9 апреля 1940, спустя несколько часов после того, как сообщили о вторжении немецких войск в Данию и Норвегию.
В конце Второй мировой войны у Гулльберга наступил творческий кризис, связанный с тем, что раньше он был не очень охоч до экспериментирования в области жанра, а теперь приходилось прибегнуть к таковому. Отчасти поэт склонился на сторону новых модернистских идеалов: в сборнике «Посмертная маска и деревня развлечений» (1952) приглушены метафизические претензии, детронизован христианский Бог, не видно старых ироничных шуток, а форма перешла от рифмованного к свободному стиху. Тем не менее, тон в стихах «Посмертная маска» и «Полубогам» торжественный, более открытый, язык более красочен, чем во всех предыдущих произведениях.

### Последние годы
В конце жизни Гулльберг страдал от миастении. Иногда он не мог обойтись без респиратора. Жизнь стала невыносима. Засвидетельствовано, что он сам решил утопиться в озере Иддингеншв. возле городка Гольмеяшв.. На то время он гостил у своей невесты, графини Греты Тотт.
Яльмара Гулльберга похоронили в Мальмё, на кладбище святого Павла. Архив писателя находится в библиотеке Лундского университета.

## Произведения

### Оригинальные произведения
- I en främmande stad (1927) — «В чужом городе»
- Sonat, (1929) — «Соната»
- Andliga övningar (1932) — «Духовные упражнения»
- I Kärlek tjugonde seklet (1933) — «Любовь в девятнадцатом веке»
- Ensamstående bildad herre. Трагикомические стихи (1935) — «Самостоятельный образованный господин»
- Att övervinna världen (1937) — «Покорить мир»
- 100 dikter; ett urval ur sex versböcker (1939) — «Сто стихов; избранное из шести книг»
- Röster från Skansen (1941) — «Голоса из Скансена»
- Fem kornbröd och två fiskar (1942, содержит стихотворение о Карин Бойе «Мертвая амазонка») — «Пять хлебов и две рыбы»
- Hymn till ett evakuerat Nationalmuseum (1942) — «Гимн эвакуированному Национальному музею»
- Den heliga natten (1951) — «Святая ночь»
- Dödsmask och lustgård (1952) — «Посмертная маска и деревня развлечений»
- Terziner i okonstens tid (1958) — «Терцины в час, когда не до искусства»
- Ögon, läppar (1959) — «Глаза, губы»
- 50 dikter; избранное из трёх поэтических книг; предисловие Карла Фермана (1961) — «50 стихов»
- En anständig och ömklig comoedia. Трёхактная пьеса Яльмара Гулльберга и Улле Гольмберга. Издана в 1984 году — «Приличная и жалкая комедия»
- Kärleksdikter. Первое издание под этим названием (1967) — «Стихи о любви»
- Dikter. С послесловием Андеша Пальма (1985) — «Стихи»
- Legend — «Легенда»

### Переводы
- Аристофан: Fåglarna (1928) — «Птицы»
- Еврипид: Hippolytos (1930) — «Ипполит»
- Еврипид: Medea (1931) — «Медея»
- Аристофан: Lysistrate (1932) — «Лисистрата»
- Еврипид: Alkestis (1933) — «Алкеста»
- Софокл: Antigone (1935) — «Антигона»
- Мольер: Den girige (1935) — «Скупой»
- Кальдерон: Spökdamen, 1936 — «Дама-невидимка»
- Альфред де Мюссе: Lek ej med kärleken (1936) — «Любовью не шутят»
- Габриела Мистраль: Dikter (1945) — «Стихи»
- Федерико Гарсиа Лорка: Blodsbröllop (1946) — «Кровавая свадьба»
- Габриела Мистраль: Den heliga vägen (1949) — «Священная стезя»
- Мольер: Den inbillade sjuke (переведено Шведского радио 1954) — «Мнимый больной»
- Gåsmors sagor, 1955 — «Сказки матушки Гусыни»
- Själens dunkla natt och andra tolkningar av främmande lyrik, 1956 — «Тёмная ночь души и другие переводы иностранной лирики»
- Эсхил: Agamemnon (1960) — «Агамемнон»
- Franskt 1600-tal, издано посмертно 1962, с предисловием Улле Гольмберга — «Французские 1600-е»
- Уильям Шекспир: Köpmannen i Venedig (1964) — «Венецианский купец»
- Уильям Шекспир: Som ni behagar (1964) — «Как вам это понравится»

Редактирование произведения Ула Гансон «Брошенное сочинение» (Efterlämnade skrifter, 1928-)

### Положенные на музыку стихи Гулльберга
- Гинг Кучбах: — «Kyssande vind» — «Поцелуй ветра»
- Лустанс Лачейершв., (Юхан Чиндешв.) — «Kyssande vind», 1985 — «Поцелуй ветра»
- Ларс-Эрик Ларссон: «Förklädd gud» — «Переодетый бог»шв.
- Леннарт Мубергшв.: «Jag bor vid ett rastställe — Hjalmar Gullbergs landskap i dikt, bild och ton» (книга + CD). Discantus, 1998 — «Я живу близ места отдыха — пейзажи Яльмара Гулльберга в стихах, картинах и музыке»
- Леннарт Муберг: «Där Skönheten har sitt hem — Kantat till Nationalmuseum» (книга + CD). Discantus, 2000 — «Там красоты обитель — кантата Национальному музею»
- Леннарт Муберг: «Han kom som en vind — Hjalmar Gullbergs kärleksdikt i ton» (bok + cd). Discantus, 2002 — «Он примчался, как ветер — положенные на музыку стихи Яльмара Гулльберга о любви»
- Хильдинг Русенбергшв.: «Den heliga natten», «Hymn till ett evakuerat Nationalmuseum» m.fl. — «Святая ночь», «Гимн эвакуированному Национальному музею» и другие
- Стаффан Бьёрклунд: «20 sånger» — «20 песен»
- Стихи Яльмара Гулльберга на музыку положили также Ингвар Лидгольм (швед. Ingvar Lidholm), Йёста Нюстрём, Гуннар Турессон (швед. Gunnar Turesson), Эстен Варненбринг (швед. Östen Warnerbring) и другие

## Награды
- Большая премия Шведской академии — 1939
- Премия Бельмана — 1948
- Литературная большая поощрительная премия — 1960